# 대구광역시도 제23호선
청호로(Cheongho-ro)는 대구광역시 수성구 지산동 관계삼거리 에서 만촌동 만촌네거리 를 잇는 대구광역시의 도로이다.

## 주요 경유지
대구광역시
- 수성구 (지산동 . 만촌동)

## 노선
| 이름             | 접속 노선                      | 소재지 | 소재지 | 비고 |
| ---------------- | ------------------------------ | ------ | ------ | ---- |
| 관계삼거리       | 대구광역시도 제10호선 (범안로) | 수성구 | 지산동 |      |
| 무학네거리       | 대구광역시도 제22호선 (무학로) | 수성구 | 지산동 |      |
| 황금고가교네거리 | 대구광역시도 제28호선 (청수로) | 수성구 | 지산동 |      |
| 대구박물관네거리 | 청호로57번길                   | 수성구 | 지산동 |      |
| 동도중 교차로    |                                | 수성구 | 지산동 |      |
| 만촌네거리       | 국도 제25호선 (달구벌대로)     | 수성구 | 만촌동 |      |
| 무열로와 직결    |                                |        |        |      |

## 주요 건물 및 시설
- 신진자동차 (청호로 14/범물동 105)
- 범물CNG충전소 (청호로 22/범물동 135-5)
- 대구수성소방서 (청호로 87/범물동 1259)
- 범물119안전센터 (청호로 87/범물동 1259)
- 알뜰 문화주유소 (청호로 93/지산동 103)
- 농협 대구성동지점 (청호로 297/황금동 92)
- 경북고등학교 (청호로 300/황금동 9)
- 스타벅스 국립대구박물관DT점 (청호로 318/황금동 69-3)
- 국립대구박물관 (청호로 321/황금동 70)
- 동도중학교 (청호로 350/범어동 336)
- GS칼텍스 가든주유소 (청호로 417/범어동 97-11)
- CU 범어쉐르빌점 (청호로 434/범어동 76-1)